# Charles Barkley
Charles Wade Barkley, född 20 februari 1963 i Leeds i Alabama, är en amerikansk före detta basketspelare. Han kallas ofta för "Sir Charles" och "The Round Mound of Rebound" på grund av sina returförmågor. Barkley anses vara en av de mest dominanta power forward-spelarna i NBA:s historia.

## NBA-karriär
Som elvafaldigad NBA All-Star blev Barkley känd för sin oerhört aggressiva spelstil och utåtgående personlighet. Hans ihärdighet och styrka på spelplanen gjorde honom till en av de mest dominanta returtagarna i ligan, detta trots hans förhållandevis korta längd för positionen han spelade i. Barkley var dessutom mångsidig. Han hade förmågan att skjuta, ta returer, assistera och försvara. År 2000 pensionerade han sig som en av de fyra enda spelarna i NBA:s historia att sammanlagt gjort över 20 000 poäng, tagit över 10 000 returer och gjort över 4 000 assists.

## Landslagskarriär
Han tävlade i OS 1992 och OS 1996 och vann i samband med det två guldmedaljer som en medlem av USA:s landslag "the Dream Team". År 2006 valdes han in till Naismith Memorial Basketball Hall of Fame.

## Efter basketkarriären

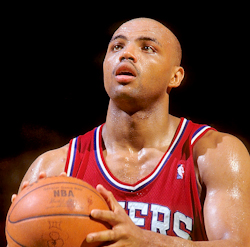
Charles Barkley 1991.

Sedan sin pension har Barkley haft en framgångsrik karriär som spelkommentator för basketmatcher. Han arbetar för tillfället med Turner Network Television (TNT) som studioanalytiker under NBA-matcher.

## Priser och utmärkelser
- Han valdes ut till både All-NBA First Team och All-NBA Second Team fem gånger och nominerades till All-NBA Third Team en gång.
- År 1993 röstades till han till NBA Most Valuable Player
- Vid NBA:s 50-årsjubileum utnämndes han till en av NBA:s 50 bästa spelare genom tiderna